# Lolita Nack
Lolita Nack, née le 27 janvier 1969, est une athlète camerounaise, spécialiste du saut en hauteur.

## Biographie
Le 16 juin 1996, a 27 ans elle égale le record national, détenu par Cécile Ngambi avec un saut à 1,80 m, et décroche la médaille d'argent des Championnats d'Afrique.

### Palmarès
| Date | Compétition            | Lieu    | Résultat | Épreuve         | Performance |
| ---- | ---------------------- | ------- | -------- | --------------- | ----------- |
| 1996 | Championnats d'Afrique | Yaoundé | 2e       | Saut en hauteur | 1,80 m      |

### Records
Elle codétient avec Cécile Ngambi le record du Cameroun de la hauteur avec un saut à 1,80 m, effectué aux championnats d'Afrique 1996.
| Épreuve         | Épreuve   | Performance | Lieu    | Date         |
| --------------- | --------- | ----------- | ------- | ------------ |
| Saut en hauteur | Plein air | 1,80 m      | Yaoundé | 16 juin 1996 |